# Catedral del Salvador y Santa María (Orihuela)
La Santa Iglesia Catedral del Salvador y Santa María de Orihuela, o simplemente catedral de Orihuela, es la sede de la diócesis de Orihuela-Alicante,
Su construcción se inició a finales del siglo XIII sobre restos visigodos e hispano-árabes. En 1281, Alfonso X el Sabio estableció que la iglesia del Salvador y Santa María debía ser la mayor de la villa, teniendo primacía sobre las otras dos parroquias de Orihuela, las iglesias de las Santas Justa y Rufina y Santiago Apóstol, concediéndole el rango superior de arciprestal.
Aunque en un primer momento Orihuela perteneció a Castilla, pasó definitivamente a la Corona aragonesa en 1304, tras el tratado arbitral de Torrellas. Sin embargo, a nivel espiritual continuó dependiendo del Obispado de Cartagena. Esta situación, en la que los límites civiles y eclesiásticos no coincidían y los inconvenientes que esto producía, hizo surgir la necesidad de segregar su territorio de la Diócesis de Cartagena.
El primer logro en el camino a la catedralidad fue su elevación en 1413, por bula de Benedicto XIII, al rango de colegial, categoría que era necesaria para que una iglesia pudiese ser promovida a la catedralía. En 1510, el papa Julio II decretó la elevación al rango catedralicio de la Colegiata del Salvador, la creación del Obispado de Orihuela y su unión canónica con el de Cartagena bajo la autoridad de un solo Obispo, “sub uno pastore”, según las recomendaciones de Fernando el Católico. Esta medida fue anulada posteriormente por León X y Clemente VII, atendiendo a las súplicas del rey Carlos V.
Habrá que esperar hasta 1564 cuando el papa Pío IV separe definitivamente Orihuela de la diócesis de Cartagena, creando su propio obispado a petición del rey Felipe II, en cumplimiento del acuerdo adoptado en las Cortes de Monzón de 1563.

## Morfología
Su construcción data, en origen, del siglos XIII y XIV, correspondiendo a esta etapa parte de la torre, portada de las cadenas, las naves de bóveda gótica simple, que componían la estructura interna del monumento, siendo la nave central más elevada que las laterales y la girola y capillas entre los contrafuertes.
En el interior se puede apreciar el arranque de las naves de estilo gótico valenciano, estructura que se rompen por la construcción del crucero y altar mayor (siglo XV), a esta época también corresponde otra de las portadas principales del monumento, la Portada del Loreto. En el siglo XVI, se amplia la zona norte, creando la portada y capillas entre los contrafuertes de estilo renacentisas. En el siglo XVIII se produce una segunda ampliación, realizando la capilla de la comunión, sacristía y anteaula y aula capitular. En el exterior casi no hay las ventanas, ni los rosetones característicos del estilo gótico, se trata de una superficie de sillares lisa que dan al conjunto un aspecto compacto, la cubierta es de trespoles (terrazas).

## Torre

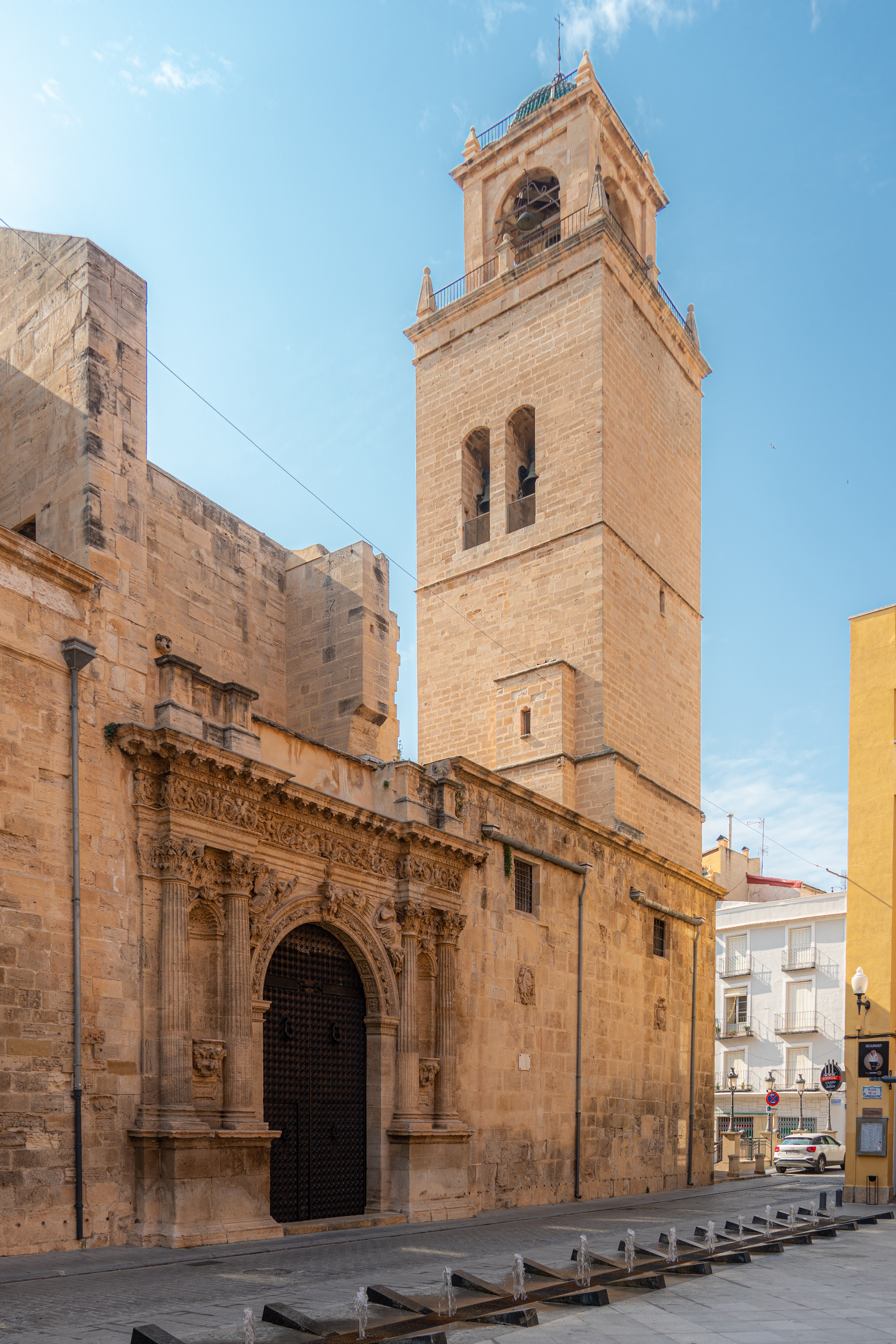
Puerta de la Anunciación y torre campanario

La torre es la zona más antigua de la catedral. Comenzó su construcción a finales del siglo XIII y fue en el siglo XIV cuando se amplió tanto en altura como en anchura. Se trata de una construcción de sillares, de planta cuadrangular que mantiene en uno de sus cuerpos la esfera del reloj sobre una balconada (siglo XVIII). El interior consta de cuatro cuerpos cubiertos por bóvedas de crucería simple y separados exteriormente por unas molduras corridas. En sus distintas plantas alberga: una prisión, hecho este atestiguado en unas curiosas inscripciones realizadas por los presos, la maquinaria antigua del reloj (siglo XVIII), la sala de las campanas litúrgicas, y en la cuarta y última planta se mantiene la campana de las horas (siglo XVI) y el timbre (siglo XVIII). A las diferentes plantas se accede por el interior del monumento gracias a una escalera de caracol de sillería gótica. En ella se puede observar el paso del tiempo en la construcción, pues en la sala de prisión y en el primer cuerpo de la escalera, en las claves hay sendos escudos del obispo de Cartagena.

## Portadas
La catedral de Orihuela consta de tres portadas principales que dan acceso al monumento y de un Claustro exterior por el que también se puede acceder al templo.

### Puerta de las Cadenas

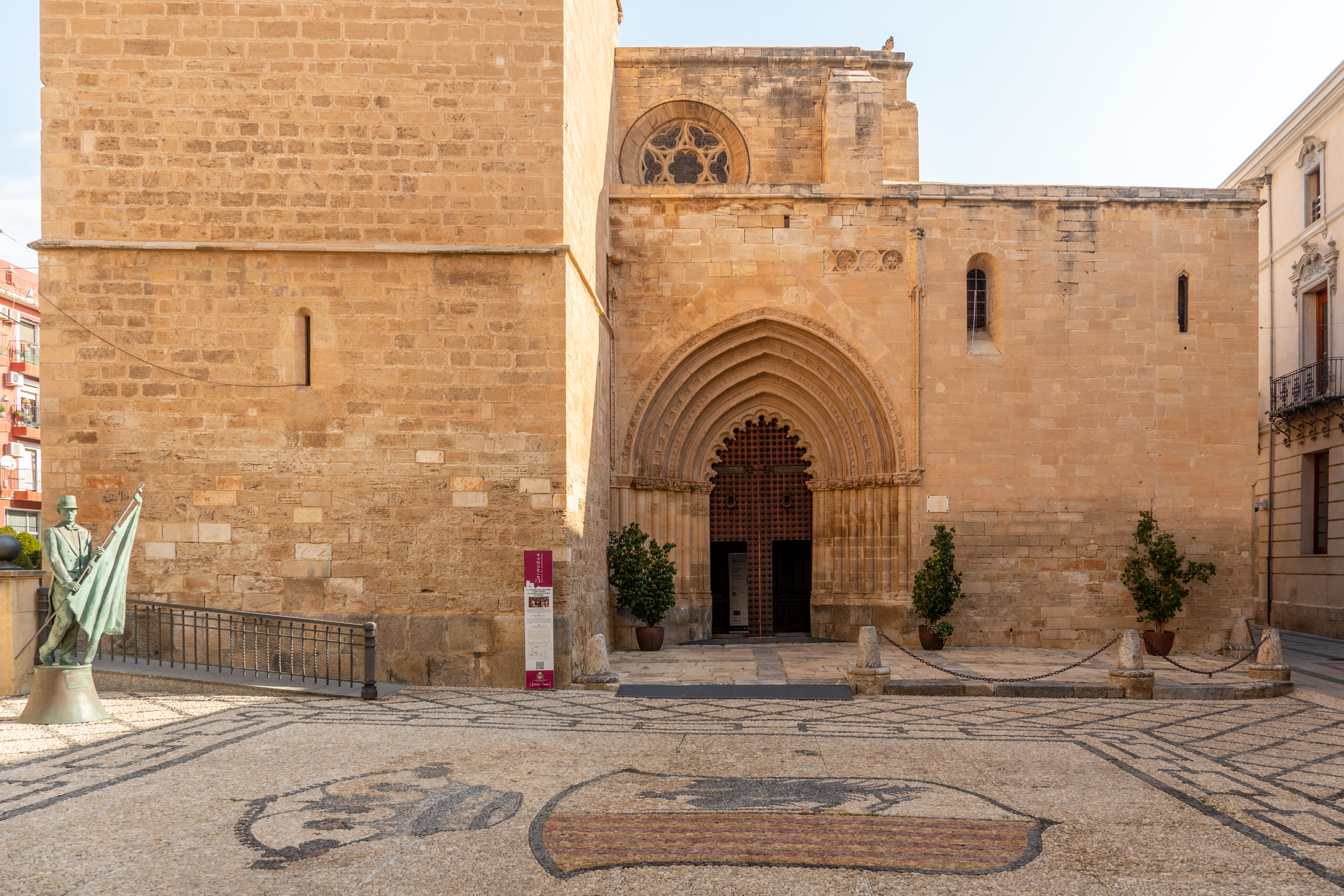
Puerta de las cadenas, en la fachada occidental

Se trata de la portada más antigua, del siglo XIV, de estilo gótico con influencia mudéjar que se puede aprecir gracias al arco polilobulado que mantiene, se encuentra carente de tímpano y parteluz pero mantiene unos capiteles-impostas de decoración figurativa.
Esta portada recibe el nombre de puerta de las cadenas por existir en su plaza unas cadenas que rodean la zona denominada antiguamente Lonjeta; zona donde se reunía, en el medievo, el Consell.

### Puerta de Loreto

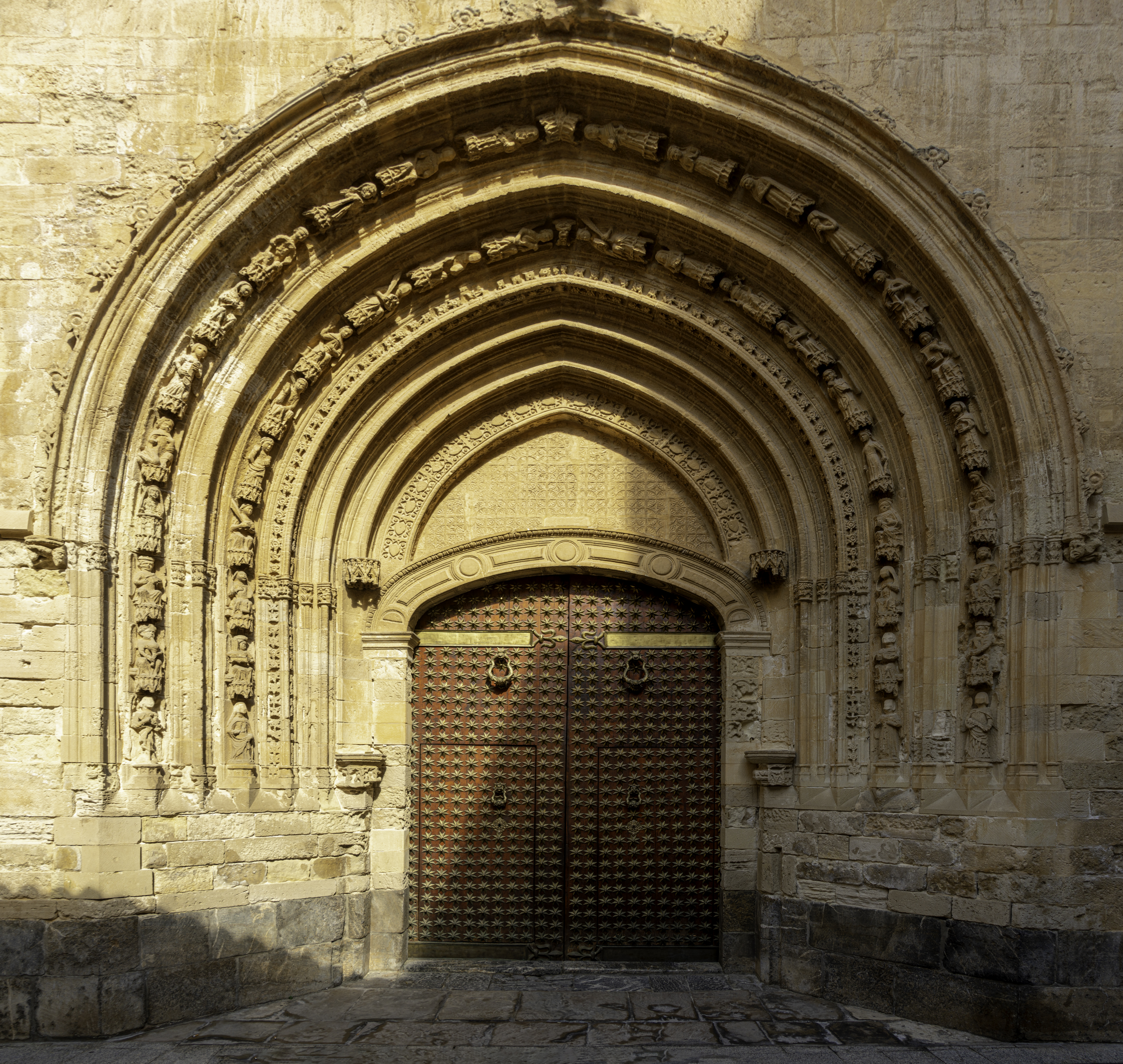
Puerta de Loreto

De mediados del siglo XV, en estilo gótico arcaizante, con entrada rebajada por un arco carpanel renacentista ubicado tras la desaparición del parteluz en el siglo XVI. En sus arquivoltas, se encuentran a modo de decoración ángeles cantores y músicos.
La portada de Loreto recibe su nombre por dar acceso a la capilla de Loreto; una capilla propiedad de la catedral de Orihuela pero que se encuentra extramuros de la misma.

### Puerta de la Anunciación
Ubicada en la parte norte, se trata de una obra de estilo renacentista, realizada por el arquitecto Juan Inglés (s. XVI). Mantiene una disposición arquitectónica en forma de arco de triunfo, en cuyas enjutas aparece representada la escena de la Anunciación: momento en el que el arcángel San Gabriel anuncia a la Virgen María que va a ser madre de Jesús. El entablamento del arco está sostenido por columnas pareadas con capitel corintio, entre las cuales se distribuyen dos hornacinas.

## Claustro

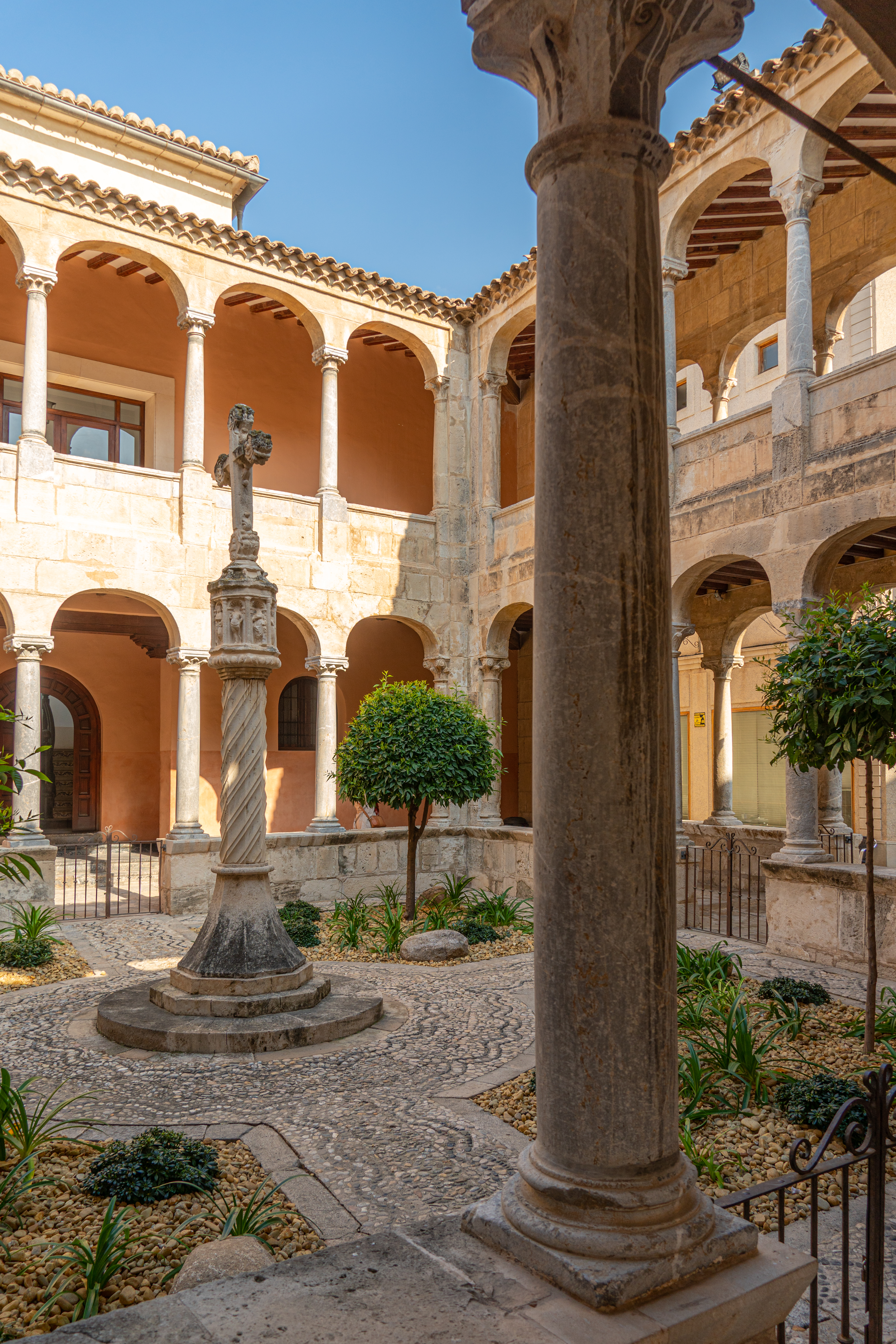
Claustro exterior

El claustro de la catedral de Orihuela es uno de los espacios más emblemáticos y de mayor belleza de la ciudad. Se trata de una obra renacentista procedente del antiguo convento de la Merced, donde fue construido hacia 1560 por Hernando Veliz. En 1942, se trasladó a este lugar, donde se ubicaba el fosar o cementerio de la catedral. El proyecto realizado por el arquitecto Serrano Peral incluía la ubicación en las dependencias anejas del claustro, del nuevo Museo Diocesano de Arte Sacro y del Archivo Catedralicio. 
En su momento se instaló en el centro una cruz de término gótica procedente de la población alicantina de Denia. La actual es una copia de la original, que se conserva actualmente en el Museo Arqueológico de Denia.

## Interior
La zona de los pies del templo, hasta el crucero, está formada por una nave central de mayor altura y dos naves laterales a ésta. La iluminación se consigue aquí mediante el rosetón de fachada y los ventanales situados en la parte alta que aprovechan la diferencia de alturas entre las naves. Las pilastras, sobre basamento, están compuestas por columnas adosasdas y la cubierta es de bóvedas de crucería simple, sus claves presentan las cuatro barras de Aragón y el escudo de Pedro IV. Las capillas laterales, originalmente del estilo gótico, son sustituidas en la zona norta, junto a la torre, por otras renacentistas con bóveda de medio cañón decorada con casetones.

### Crucero

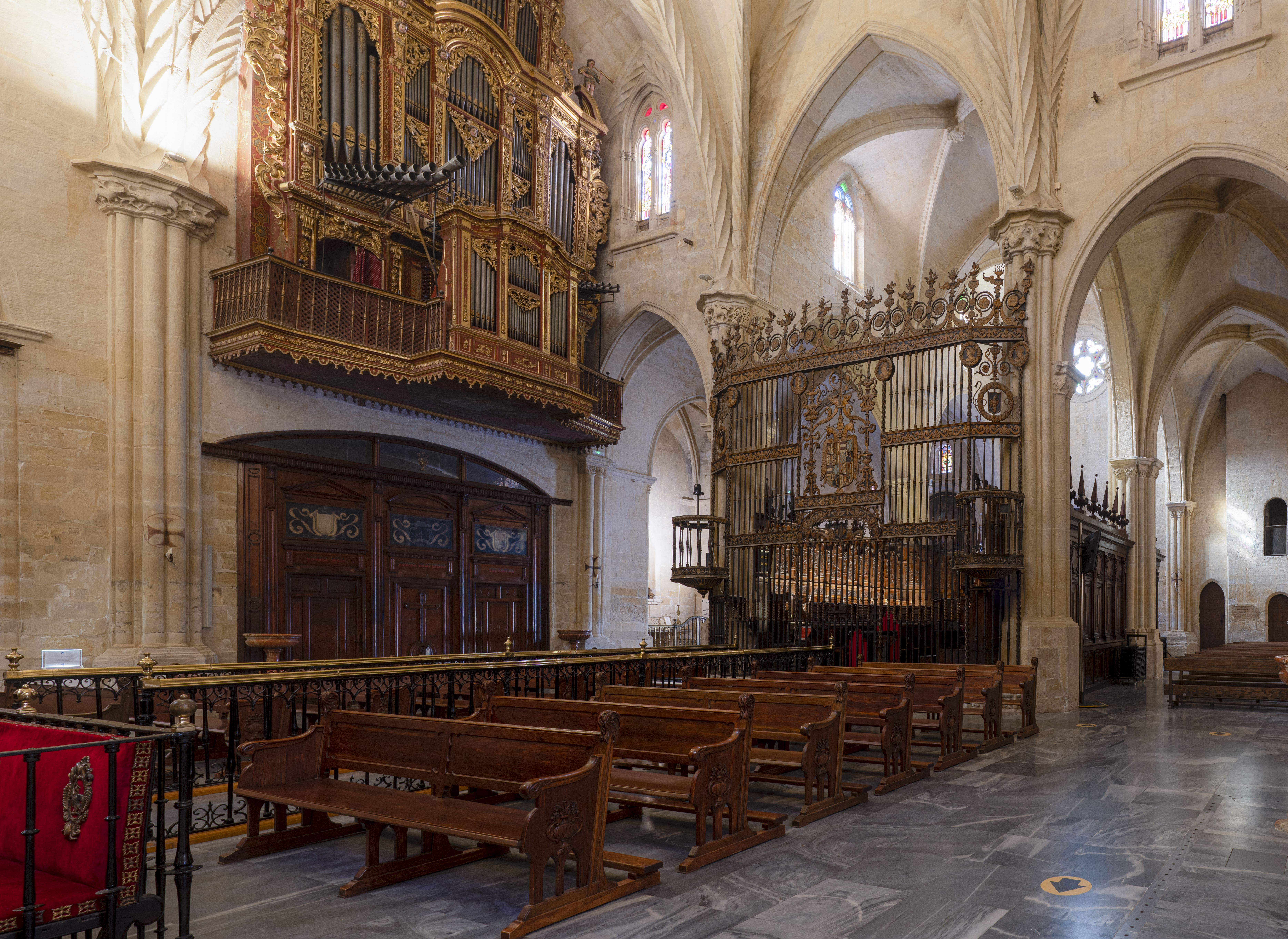
Crucero y rejería

Se debe a una reforma realizada a principios del siglo XVI con el fin de ampliar el templo. Fue realizada según las trazas de Pere Compte en estilo gótico valenciano. Mediante la supresión de dos pilares delanteros a la capilla Mayor y la construcción de dos arcos formeros, apoyados en pilares, y un arco fajón, apoyado en los contrafuertes, se consigue un espacio transversal a las naves y de mayor altura deshaciendo en ese tramo las tres naves del templo para crear una ilusión de planta y nave única.
La bóveda consta de seis paños con arcos. En la unión de los nervios fueron dispuestos en el s. XVIII siete floronos tallados en madera policromados y dorados. Los nervios son de tipología torsa simulando palmeras, similares a los que utilizó Compte en la Lonja de Valencia (Patrimonio de la Humanidad)
En el crucero se encuentra la vía sacra, obra de forja del s. XVIII de estilo barroco que une la capilla Mayor y el Coro.

### La cabecera
Presenta una planta rectangular marcada por los muros de cierre de las capillas laterales y la Antigua Aula Capitular, que muestra al exterior un ventanal de estilo gótico florido. La capilla Mayor de planta hexagonal irregular, cubierta por una bóveda estrellada se data en la segunda mitad del siglo XV. La girola presenta un interesante juego de bóvedas irregulares, de planta trapezoidal unas y pentagonales otras, para poder así cubrir el espacio, comprendido entre la capilla Mayor y las capillas existentes en los laterales y la cabecera del templo, se data a principios del siglo XVI.
En ella se ecnutra el pasillo de unión con el tramo de la antesacristía, donde se puede observar la rueda de campanas, muchas de ellas de estilo gótico, así como una reja que separa el templo de la entrada a la sacristía, obra de forja barroca del siglo XVIII.

### Girola
Se construye en el siglo XVI dentro del programa de reformas del cabildo con el fin de ampliar la catedral. Se realiza en estilo gótico con una bella bóveda de crucería que recorre toda la parte trasera de la capilla Mayor.

## Capillas
- Capilla de santa Bárbara. Presidida por una gran imagen barroca de santa Bárbara, es además capilla baptisterial, al tener en ella la pila bautismal, realizada en mármol blanco en el s. XVIII. En la misma capilla destaca un lienzo del s. XVI de escuela italiana de la Virgen del Populo. La capilla fue reformada en el siglo XVI y su bóveda se encuentra decorada por un arco acasetonado.
- Capilla de la Soledad. Capilla reformada en el s. XVI, cuya bóveda está decorada por casetones. Está presidida por la Imagen de la Soledad, obra de José Sánchez Lozano.
- Capilla de la Inmaculada. Capilla gótica con bóveda de crucería, posee un hermoso y gran ventanal gótico, muy vertical. Está presidida por la imagen de la Inamaculada Concepción, obra de José Sánchez Lozano.
- Capilla del Cristo del Calvario. Capilla gótica, presidida por el Cristo del Calvario, obra del valenciano Enrique Galarza Moreno. En ella se encuentra la actual cripta de los obispos. Destaca el rosetón que ilumina la capilla y parte de la girola. A su lado se encuentra el acceso a la Sacristía Mayor.
- Capilla de la Comunión. Capilla de grandes dimensiones, mandada edificar por el Obispo Gómez de Terán en el s. XVIII de conformidad con el estilo neoclásico. Tiene forma ovalada y se accede a ella a través de la Girola de la catedral, pasando por una reja de estilo gótico. Esta capilla posee tres altares, el Mayor, dedicado a la eucaristía, y uno lateral a cada lado (a la Virgen del Pilar y a las Almas del Purgatorio, estando decorado este último por un lienzo de gran formato del gran pintor madrileño Eduardo Vicente. A sus pies tiene un busto de la Dolorosa de Francisco Salzillo. La capilla mayor posee un tabernáculo neoclásico del s. XVIII, en el que se encuentra una cruz de plata, bellísima muestra de Orfebrería del s. XVI, salida del Taller de Miguel de Vera. La bóveda de la capilla converge en una cúpula de media naranja sobre tambor.
- Capilla del Rosario. Capilla barroca del s. XVII-XVIII dedicada a la Virgen del Rosario, cuya cofradía (la más antigua de Orihuela, datada del s. XIII hasta su desaparición en 1970) tenía sede en ella, estando a sus pies el vaso de los cofrades del Rosario (lugar de enterramiento de los cofrades). Se trata de una capilla barroca de profusa decoración, con un retablo que cubre toda la capilla, realizado entre los siglos XVII y XVIII por Bartolomé Perales y su hijo. Lo preside la Virgen del Rosario, obra del siglo XVII. Presenta una gran calle central que acoge a la Virgen y calles laterales de menor tamaño con relieves que muestran los misterios del Rosario. El ático exhibe, como era habitual, un Crucificado de gran tamaño del s. XIV, de factura gótica, que se sitúa entre la Virgen y san Juan, mientras que san Pedro y san Pablo flanquean la escena que se completa con las esculturas de los apóstoles en los ejes exteriores de la capilla. Es altar Privilegiado Perpetuo.
- Capilla de santa Catalina. Capilla gótica, por medio de la cual se accede a la Sala Capitular. Posee un gran retablo de estilo Gótico, dedicado a la santa y a su martirio. Dicho retablo fue encargado por la Familia Despardes, para la capilla que poseía en la catedral (actual capilla del Sagrado Corazón). Prueba de ello es que en partes del guardapolvo campea el escudo de la familia.
- Capilla de Ntro. Padre Jesús del Loreto. Capilla de estilo gótico, dedicada a Nuestro Padre Jesús Nazareno, cuya imagen preside la capilla y es una imagen del siglo XVIII del insigne escultor Francisco Salcillo, siendo de talla completa (pese a ir vestida). El Nazareno se encuentra en actitud de caer al suelo.
- Capilla del Sagrado Corazón. Capilla de estilo gótico, dedicada al Sagrado Corazón de Jesús. Anteriormente era la capilla de la familia del Cardenal Desprades. Con la desaparición de esta, su patronazgo pasó a la Familia del Duque de Pinohermoso. Posee una bella reja de estilo renacentista, realizada en la primera mitad del s. XVI. Toda ella se encuentra coronada por un frontón triangula, en cuyo interior luce las armas de la Familia Desparades.
- Capilla de san José. Obra de factura gótica. Presidida por la imagen de san José, cuya peana está atribuida a José Vergara.
- Capilla de san Pedro. Posee un gran lienzo dedicado al santo obra del s. XVIII del pintor murciano José Campos. a su derecha se encuentra un gran lienzo de Eduardo Vicente de la Cristo curando a los Leprosos. Al otro lado de la puerta de las cadenas hay otro del Bautismo de Cristo del mismo autor madrileño.

Las capillas de la catedral son un notable muestrario pictórico con algunas obras de gran valor artístico. Destaca el retablo de santa Catalina (siglo XV) y en la capilla de santa Bárbara el cuadro de la Virgen del Pópulo, obra de influencia italiana del siglo XVI, así como obras de autores como José Sánchez Lozano, Galarza, Francisco Salzillo, Eduardo Vicente, etc.

### Capilla Mayor

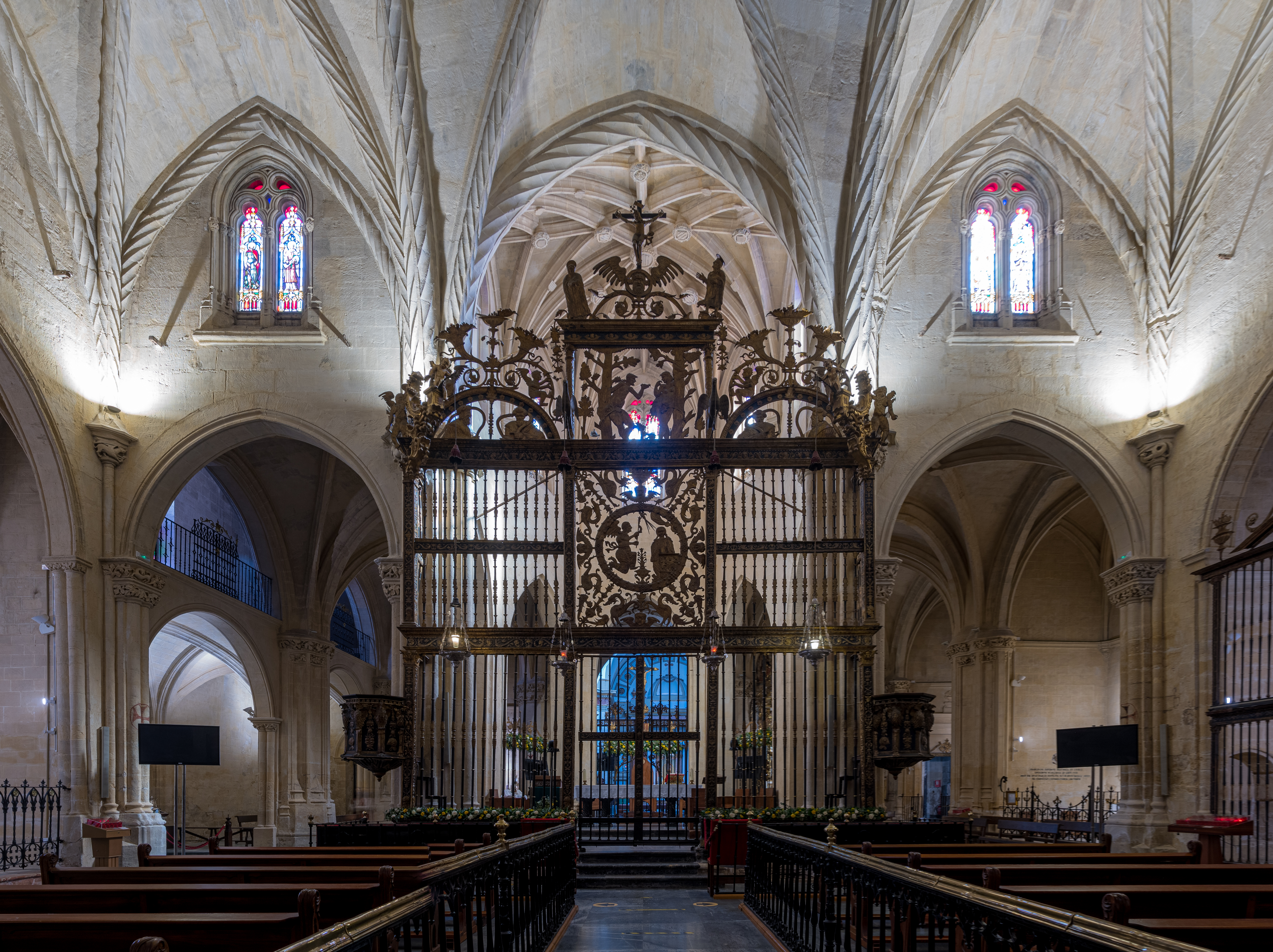
Capilla Mayor

La capilla Mayor se encuentra situada en el centro del templo entre el crucero y la Girola. A diferencia del resto del templo que tiene bóveda de crucería, la capilla mayor posee una bella bóveda estrellada realizada en el s. XV-XVI. La capilla posee un conjunto de rejería de estilo gótico, que circunda toda la capilla, con la excepción de la Reja principal, obra renacentista del s. XVI diseñada por el arquitecto Jerónimo Quijano y que fue realizada por los rejeros franceses de Cartagena Savanán. La obra está concebida como un retablo plateresco que se encuentra en tres calles y cuatro pisos de altura y ático. En la Calle Central encontrams el medallón de la anunciación de la Virgen (principio de la vida terrenal de Cristo) y en el ático encontramos el Calvario (final de la Vida Terrenal de Cristo).
En dicha capilla Mayor predicó san Vicente Ferrer en su visita a la ciudad en enero de 1411 (entre otros lugares de la ciudad).
En ella se han sucedido la construcción de retablos, conociéndose la existencia de uno en el s. XVII de estilo barroco, encargándosele su sustitución a Nicolás de Bussy a finales del s. XVII (hecho que se desconoce que se realizara). En el s. XVIII se sustituye el retablo que había por uno de talla y escultura de Jacinto Perales.
En el s. XIX el obispo herrero modifica toda la capilla mayor, tapando los arcos ojivales, para transformarlos en arcos de medio punto, y tapando la bóveda, con el fin de transformarla al neoclásicismo. Decora el retablo con un óleo de Vicente López Portaña dedicado a la Resurrección de Cristo y la capilla con cuatro obras de este autor entre ellas la Oración en el huerto (cuyo boceto se encuentra en el Museo Diocesano de Orihuela). En la guerra todo esto es destruido y se restaura en 1942 con el fin de devolver el aspecto gótico original, volviendo a resurgir las arquerías góticas. Además son quitados los bancos de forja y bronce destinados a los miembros del Cabildo Catedral (que se conservan en el Museo Diocesano). Todavía permanecen en la parte exterior los bancos destinados al Cabildo de la Ciudad, realizados en el s. XVIII en forja y bronce.

## Coro

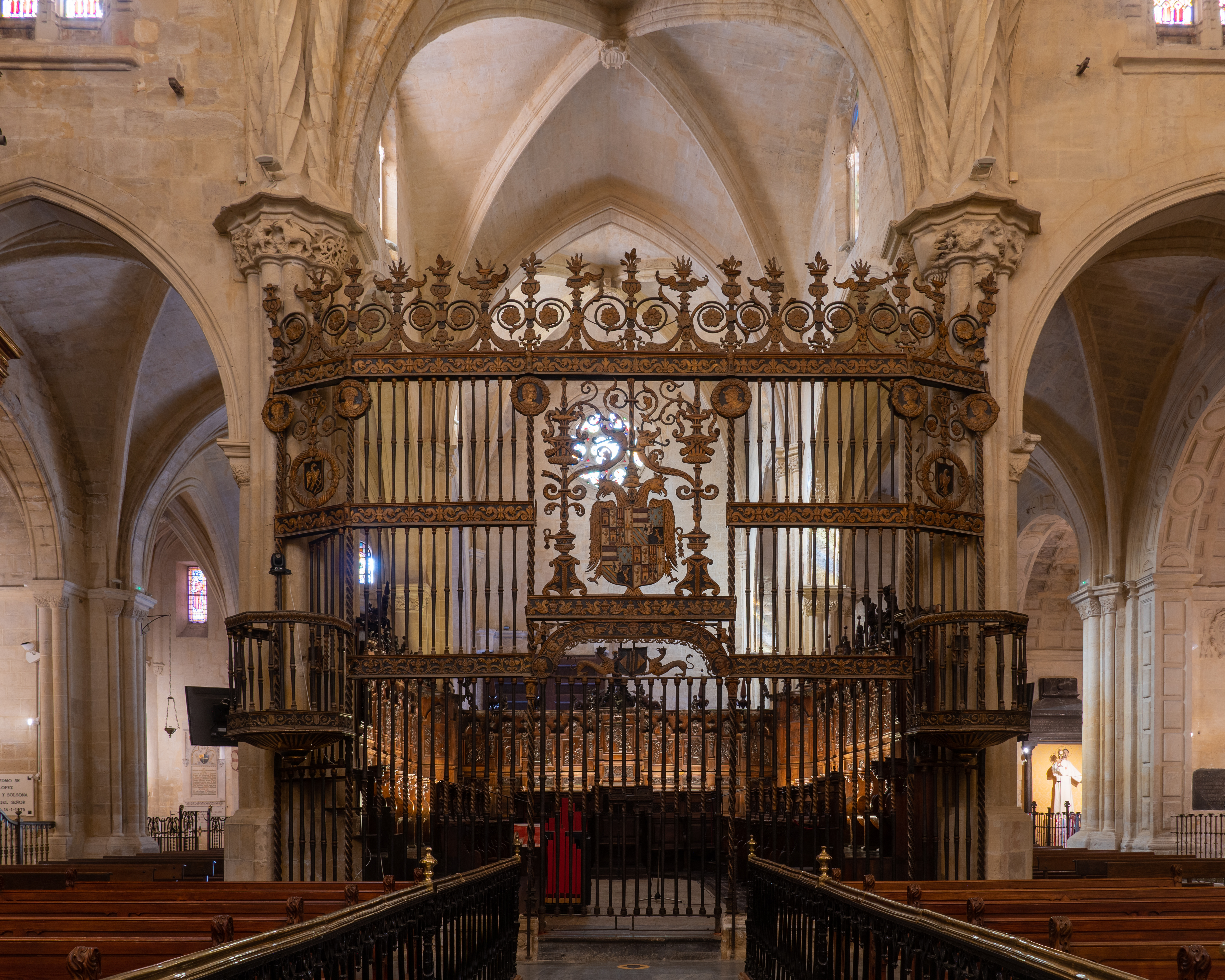
El coro y su reja

Está unido a la capilla Mayor por la Vía Sacra, obra de forja del s. XVIII.
El coro fue realizado por el escultor valenciano Juan Bautista Borja. Fue encargado por el Obispo napolitano Castilblanc y fue realizado entre 1716 y 1719.
Fue realizado en madera nogal en su color. Se trata de un conjunto de talla de gusto barroco clasicista donde se sucenden las líneas rectas con la talla profusa. Cuenta con 45 sitiales destinados a Canónigos, Privilegiados y presbíteros. Así mismo, cuenta con la Silla episcopalicia en el centro del segundo piso.
En los respaldos de todos los asientos se suceden relieves que narran historias bíblicas como la toma de Jerusalén, etc. Sobre la silla episcopalicia se encuentra el conjunto de Cristo Salvador del Mundo.
El coro posee un fascitol del s. XVIII y un atril gótico de 1492.
Todo el coro se encuentra cerrado por una reja renacentista que luce en su parte exterior el escudo de Carlos V mientras que en la interior luce el escudo de la Corona de Aragón. La reja fue realizada por los Franceses Savanan y diseñada por Jerónimo Quijano.

## Sacristía

### Antesacristía
Se trata de la zona a través de la cual se accede a la Sacristía desde el templo. En ella se encuentra la fuente de la catedral. Se trata de una bellísima obra barroca realizada en el siglo XVIII en mármol rojo de delicada traza y ejecución.
En ella cuelgan diversos lienzos de la época barroca como San Cristóbal (con un hermoso marco de talla dorada y profusa decoración), la Inmaculada, etc.
A través de una gran puerta de madera tallada se da acceso a la Sacristía.

### Sacristía Mayor
Este espacio de planta hexagonal fue construido en 1723 y posee una magnífica cajonera realizada en 1734 por el tallista oriolano José Ganga Ripoll, quien trabajó con Francisco Salzillo en diversos retablos en la ciudad de Murcia. Los aldabones de los diferentes cajones fueron elaborados en bronce dorado por el platero Bernardo Gil. 
Destaca el florón que sustenta la lámpara de la sacristía, tallado en 1728 por el escultor Pedro Juan Codoñer. 
En el armario relicario realizado en 1735 por Jacinto Perales se conservan reliquias de Santa Severa, Santa Florinda, San Pedro, San Víctor, San Ceferino, San Vicente Ferrer o de la Vera Cruz, entre otras, custodiadas en relicarios realizados por orfebres como Miguel de Vera o Hércules Gargano.

## Otros elementos

### Rejería del Templo

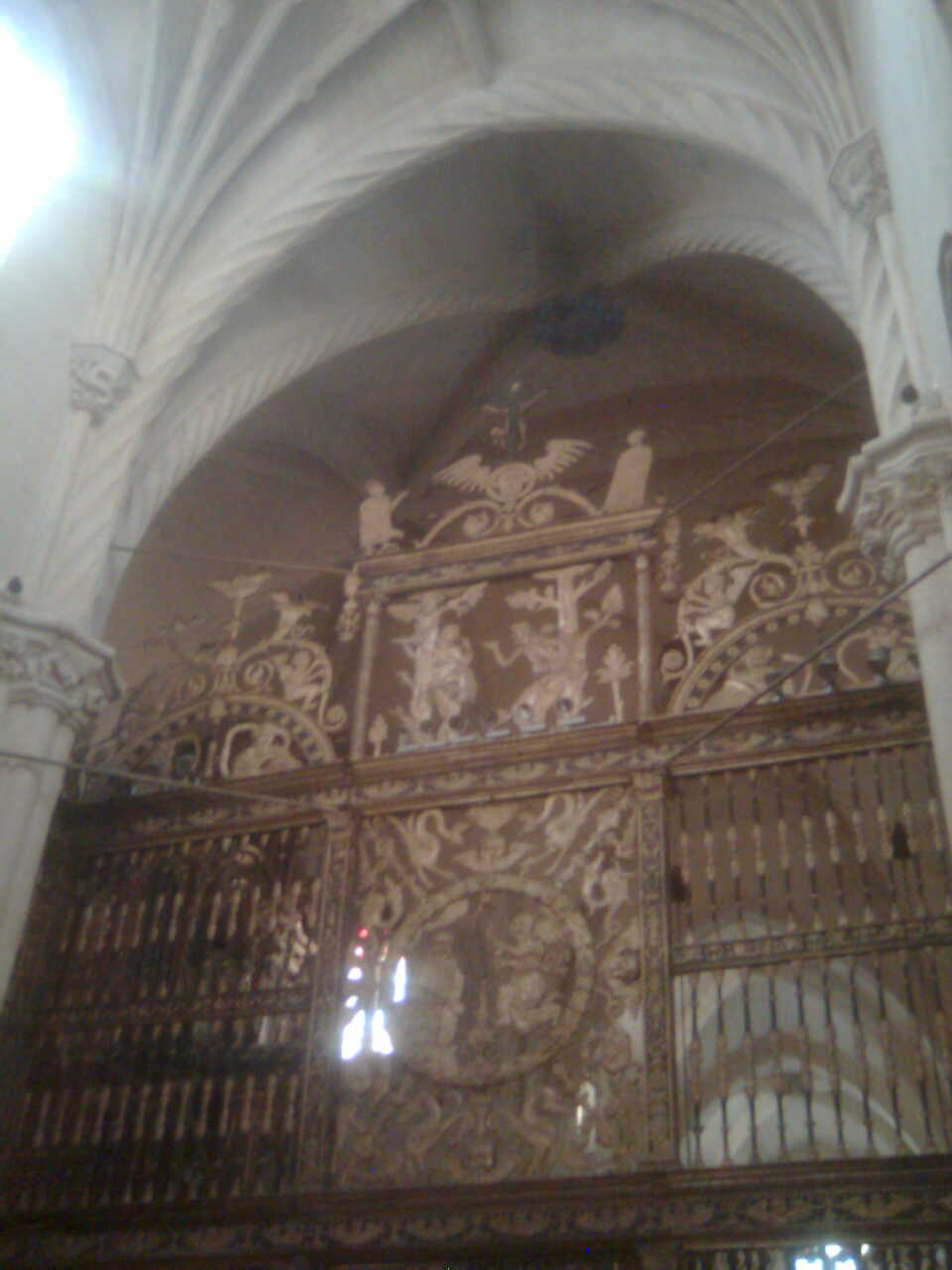
Rejería

La catedral posee un amplio conjunto de rejería desde el s. XV. Las rejas de estilo gótico y renacentista hacen de la catedral uno de los grandes conjuntos rejeros del Levante Español. Destacan la rejería gótica de la capilla mayor, la reja gótica de la capilla de la Comunión, la reja renacentista de la capilla del Sagrado Corazón, la reja renacentista del coro, y la reja plateresca de la capilla Mayor.
Además destacan la reja plateresca de la Sala Capitular y la reja barroca de la antesacristía.

### Órgano Barroco

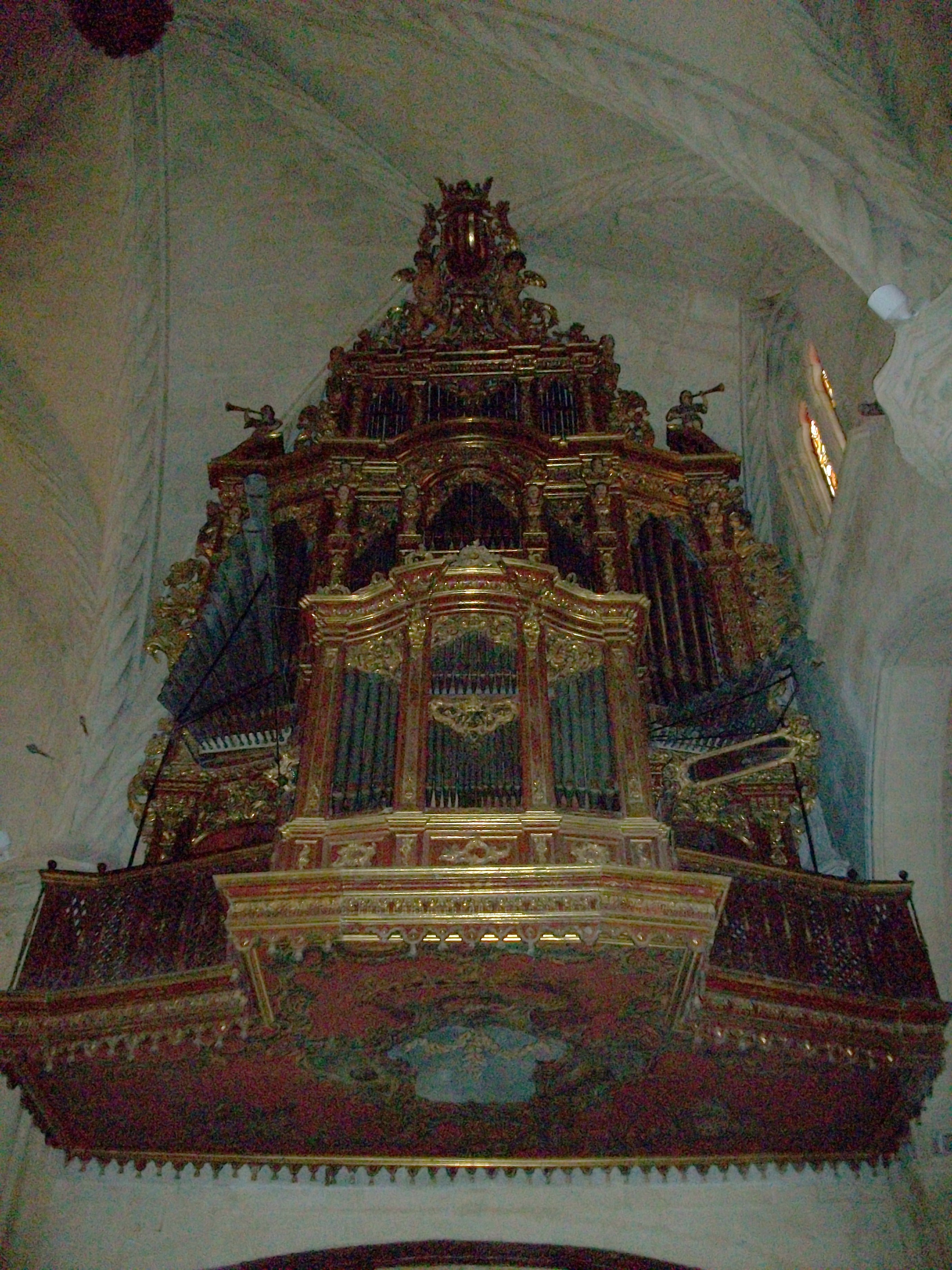
Órgano de la catedral

Gran órgano barroco, transformado en romántico. Fue realizado por Nicolás de Salanova y Martín de Userralade en Valencia en el año 1733. Tiene más de 72 registros, cadereta y gran trompetería de batalla. Todos los tubos son de estaño. A finales del s. XVIII fue transformado el instrumento en romántico.
En el cúspide, el escudo cuatribarrado de la Corona de Aragón. La caja del órgano se trata de una bella obra de talla y escultura de oro fino decorada con policromía. Se trata de uno de los pocos órganos de Europa, cuya parte inferior se encuentra pintada.

### Sala Capitular
Obra del siglo XVIII con portada plateresca y reja de forja del s. XVI. A través de ella se accede a la antesala y a la sala Capitular. En la actualidad está destinada a Museo de arte sacro.

### Sacristía Menor
Obra del siglo XVIII adornada con mobiliario barroco tallado en la época de construcción de la sacristía. Se utiliza como Sacristía de la capilla de la Comunión a la que tiene acceso directo.

## Museo Catedralicio de Arte Sacro
Como cualquier edificio de este estilo, la catedral de Orihuela ha ido haciendo acopio de numerosas obras de arte para la decoración del primer templo de la diócesis o para la realizción de forma muy solemne de los cultos del Obispo en dicha catedral. Prueba de ello es que pese al pequeño tamaño de la catedral de Orihuela, reúne en su edificio obras de grandísimos maestros venidos desde todos los reinos españoles y algunos extranjeros (Holanda, Francia, Italia, Génova, etc.). Esto ha dado lugar a que la catedral de Orihuela se convierta en la mayor pinacoteca religiosa de la Comunidad Valencia, ostentando obras muy diversas. Entre ellas cuenta con:
- Pintura: Obras de Velázquez, Vicente López Portaña, el Holandés Mathías Stommer, José de Ribera, Valdés Leal, el italiano Paolo de San Leocadio, Luis de Morales el Divino, Juan de Juanes, Bernardo López Piquer, Luis López Piquer, Pedro de Orrente, Nicolás de Villacis, Alonso Sánchez Coello, Jerónimo Jacinto Espinosa. Posee un icono ruso del s. XVII.
- Escultura: Obras de Francisco Salzillo y José Vergara. y numerosas obras de talla como el arca del Monumento de Jueves Santo del s. XVI o restos de retablos de la catedral de los s. XVI al XVIII.
- Orfebrería: Numerosas obras de orfebrería de talleres como el del genovés Hércules Gargano, Miguel de Vera, Ruvira, Martínez, el toledano Domínguez, Zapatti, etc. Destacan la Pluma de Plata de San Juan de Ribera, el arca del Monumento de Jueves Santo de gran tamaño, obra de Luis Perales (s. XVIII), la custodia procesional del Toledano Domínguez (s. XVIII). Además se muestra el collar del Rector de la Universidad de Orihuela, obra de Ruvira, del s. XVIII.
- Textiles: Posee un importantísimo conjunto de textiles litúrgicos desde el s. XV hasta la actualidad, habiendo muestras de talleres de Orihuela, Madrid, Valencia y talleres extranjeros. Destacan la Casulla Renacentista, la casulla del Obispo Gallo, el terno del Cardenal Bonaparte, etc.
- Forja: se muestran diversos objetos como los bancos del Cabildo Catedral (s. XVIII), casco del Ejército de Carlos V, etc.
- Libros: Posee más de 50 libros cantorales, un incunable (s. XV) y la Biblia del Papa Calixto III (s. XV).